# Вільям Аллен (науковець)
Ві́льям А́ллен (англ. William Allen; 29 серпня 1770 — 30 вересня 1843) — англійський науковець і філантроп. Виступав проти рабства. Брав участь у розробці програм соціальних перетворень та покращення умов утримання у британських тюрмах. Був членом Лондонського королівського товариства з розвитку знань про природу, Лондонського Ліннеївського товариства, Геологічного товариства Лондона.

## Ранні роки
Вільям Аллен був старшим сином Джоба та Маргарет Аллен. Сімейство ревно дотримувалося релігійних норм Товариства друзів (квакерів) і нажило статків завдяки промисловому виробництву шовку. Вільям здобув освіту в школі квакерів у Рочестері (графство Кент), а потім пішов у бізнес свого батька.
У 1790-х роках молодий Вільям зацікавився наукою. Він відвідував засідання різних наукових товариств, у тому числі лекції у лікарні Сент-Томас та лікарні Гая, а після заснування «Товариства хіміків» став його активним членом.
Батько Вільяма помер у 1801 році, управління шовковим бізнесом взяв на себе колишній помічник Джоба Аллена, що дозволило Вільяму зайнятися власною справою у сфері фармацевтики. У 1802 році його було обрано членом Ліннеївського товариства. Він також читав лекції з хімії у лікарні Гая. Рік по тому Аллен стає президентом фізичного товариства при лікарні Гая, і за порадою Гамфрі Деві й Джона Дальтона приймає запрошення від Королівського інституту у Лондоні стати одним із його викладачів.
У 1807 році оригінальне дослідження Аллена дозволило йому претендувати на отримання членства у Лондонському королівському товаристві. Членство в Королівському товаристві забезпечило йому знайомства з тими, хто згодом опублікує більшість наукових новинок того часу. Це ще більше зблизило його з Гамфрі Деві і з давнім другом Люком Говардом, який через декілька років також став членом Королівського товариства.

## Фармацевтика
У комерції Вільям Аллен був відомий як власник фармацевтичної компанії «Плау Корт». Вона була заснована квакером-науковцем Сілванусом Біваном і згодом переросла на одну з найбільших фармацевтичних компаній Великої Британії «Allen & Hanburys». У 1958 компанія була придбана «Glaxo Laboratories» але зберегла назву «Allen & Hanburys» як окрему торгову марку в рамках групи GSK (GlaxoSmithKline).
Участь Аллена у роботі компанії «Плау Корт» розпочалася у 1790-ті роки, коли компанію очолював Самуель Мілдред. На той час це було процвітаюче підприємство у центрі Лондону з почесним гербом Гільдії аптекарів у вітрині. Компанія продовжувала процвітати і за Вільяма Аллена. Згодом «Плау Корт» була перейменована на «Мілдред та Аллен». Аллен зміцнив зв'язки компанії із медичними закладами, зокрема з лікарнею Гая. Водночас Аллен використав «Плау Корт» для зустрічей заснованого ним Аскезіанського товариства — дискусійного клубу наукових мислителів. Назва була взята від грецького терміна «аскеза», що означає «навчання» чи «вправа».
На зібраннях обговорювалися нові ідеї для досліджень та експериментів. Членами клубу були Люк Говард, Джозеф Фокс, Вільям Хаследін Пепіс, Вільям Бебінгтон і хірург Естлі Купер. «Плау Корт» використовувалася як лабораторія для проведення експериментів.
У 1797 Аллен запросив Люка Говарда офіційно працювати з ним у «Плау Корт». Після цього бізнес був перейменований на «Аллен і Говард». Тоді ж була відкрита друга лабораторія в Плейстоу — містечку за декілька миль від Лондона, яка займалася пошуком та вивченням нових медикаментів.
У 1841 році Вільям Аллен став одним із засновників та першим президентом Фармацевтичного товариства, яке пізніше стало Королівським фармацевтичним товариством.

## Філантропична і просвітницька діяльність
Філантропічна робота Вільяма Аллена була тісно пов'язана з його квакерськими релігійними переконаннями і почалася ще в юності. У міру того як XVIII століття добігало кінця, Аллена все більше турбувала проблема голоду, що стало причиною заснування «Товариства супу». Пізніше його інтерес у сільськогосподарських експериментах був також спрямований на покращення харчування та розробку дієти для простих людей, які страждали від нестачі продовольства. Використовуючи невеликі ділянки землі, він проводив експерименти в Лордшип-Лейні та Стоук-Ньюінгтоні, а потім використав отримані результати під час заснування та розвитку зразкового сільськогосподарського поселення Ліндфілд.
Його самозабезпечене поселення було докладно описане у брошурі «Колонії на батьківщині», де він заявив, що «замість того, щоб заохочувати дорогу еміграцію, треба пустити гроші на створення місцевих колоній та посилення нашого народу». Для людей на той час (1820-ті роки) колонії асоціювалися з Америкою, тому район, де Аллен проводив свої сільськогосподарські експерименти, став називатися «Америкою».
Іншим філантропічним інтересом Вільяма Аллена була освіта. У. Аллен перебував під впливом ідей англійського педагога Джозефа Ланкастера, творця педагогічної системи для бідних дітей, що згодом отримала його ім'я. Будучи квакером, Дж. Ланкастер у 1798 відкрив безплатну школу, в якій один педагог навчав декількох старшокласників, а ті, в свою чергу, навчали молодших школярів. Свій досвід «дешевої школи» Ланкастер відобразив у творі «Удосконалення навчання…»
У 1808 році Вільям Аллен, Джозеф Фокс і Семюель Вітбред заснували «Товариство розвитку системи Ланкастера для освіти бідних». У 1814 році воно отримало назву «Британське та закордонне шкільне товариство для освіти робітників усіх релігійних переконань», і Аллен обіймав у ньому посаду скарбника. Суспільство сприяло поширенню белл-ланкастерської системи навчання в Англії та її межами.
У 1824 році за участі Аллена була заснована ще одна, квакерська школа — Ньюінгтонська академія для дівчаток, також відома як Ньюінгтонський коледж для дівчаток. Квакери завжди визнавали права жінок, проте в Англії жіноча освіта за якістю було незрівнянною з чоловічою. Школа, заснована Алленом, пропонувала широке коло програм, що «відрізняються від загальноприйнятих норм освіти», так говорив рекламний проспект Школи. Аллен серйозно підійшов до підбору вчителів та міг гарантувати високий науковий рівень освіти. Він сам викладав астрономію, фізику та хімію. Для викладання італійської Аллен найняв Уго Фосколо, революціонера і поета.
Школа була розташована у Fleetwood House і активно використовувала територію найближчого Ебні-парку. Згодом одним із нововведень у ній був перший у світі шкільний автобус, побудований Джорджем Шиллібером, для перевезення учнів до Будинку зборів на Грейсчерч-стріт у неділю.
У 1811 році Вільям Аллен за підтримки Джеймса Мілля почав випускати журнал «Благодійник», в якому була опублікована низка статей Дж. Мілля і Джеремі Бентама. У 1816 році Аллен, переконаний пацифіст-квакер, став одним із засновників «Товариства постійного та загального світу». З 1818 по 1820 рік він здійснив поїздку Європою з квакерським проповідником Стівеном Грелетом.

## Відміна рабства
У 1805 році, після багаторічної співпраці з Товариством за відміну работоргівлі, Вільям Аллен був обраний до його керівного комітету. З 12 засновників Товариства 9 були квакерами, і його діяльність була під сильним впливом квакерів. Серед квакерів-засновників Товариства були Семюель Хоар молодший та Джозеф Вудс (батько відомого ботаніка Дж. Вудса-молодшого), який проживав у селі Стоук-Ньюінгтон, поблизу Лондона, поряд із будинком В. Аллена.
Однак найвідомішим членом комітету Товариства, заснованого у 1787 році, був Вільям Вілберфорс, англіканець, який, на відміну від квакерів, мав право бути обраним до Палати громад Сполученого Королівства і був туди обраний. Вілберфорс як представник Парламенту відвідав Вільяма Аллена на його експериментальних городніх ділянках. Він давно знав про село, оскільки жив по сусідству, а його сестра Сара стала дружиною адвоката Джеймса Стівенса, сім'я якого жила в будинку поряд з Ебні-парком, де у 1820-х роках розмістився коледж для дівчаток.
Вільям Аллен був також одним із засновників та директором Африканського інституту — організації-правонаступника Компанії Сьєрра-Леоне. Метою компанії, що спонсорувалась філантропами, було створення в Африці колонії для звільнених рабів. Африканський інститут почав свою роботу у 1808 році, коли колонія перейшла під управління Британської корони. Це стало можливим завдяки прийняттю у 1807 році закону про скасування работоргівлі, що дозволило Парламенту прийняти закон про захист колонії.
Активна участь Вільяма Аллена в аболіціоністському русі тривала все його життя. У середині 1830-х років. він пристрасно займався повноцінним визволенням афро-карибського населення, яке і відбулося 1 серпня 1838 р. Він писав:
 Жорстокість і гніт, від якого страждають бідні люди на Ямайці, за визволення від рабства яких ми заплатили двадцять мільйонів, ясно видно. Особисте розслідування, яке провів у Вест-Індії у 1837 наш друг Джозеф Стердж, стало величезною сенсацією. Товариство боротьби з работоргівлею повсюдно знаходиться у високому ступені збудження, і пише петиції в обидві палати Парламенту, просячи про … встановлення повної свободи в перший день восьмого місяця 1838. 
У 1839 році Вільям Аллен став одним із засновників «Британського та міжнародного товариства за скасування рабства та работоргівлі в усьому світі», яке діє і в наші дні під назвою «Антирабовласницький інтернаціонал». Він також був організатором і делегатом першого міжнародного антирабовласницького з'їзду, який відбувся в Лондоні у 1840 році. Ця подія зображена на великому мальовничому полотні Бенджаміна Гейдона, яке знаходиться в лондонській Національній портретній галереї.

## Сімейне життя

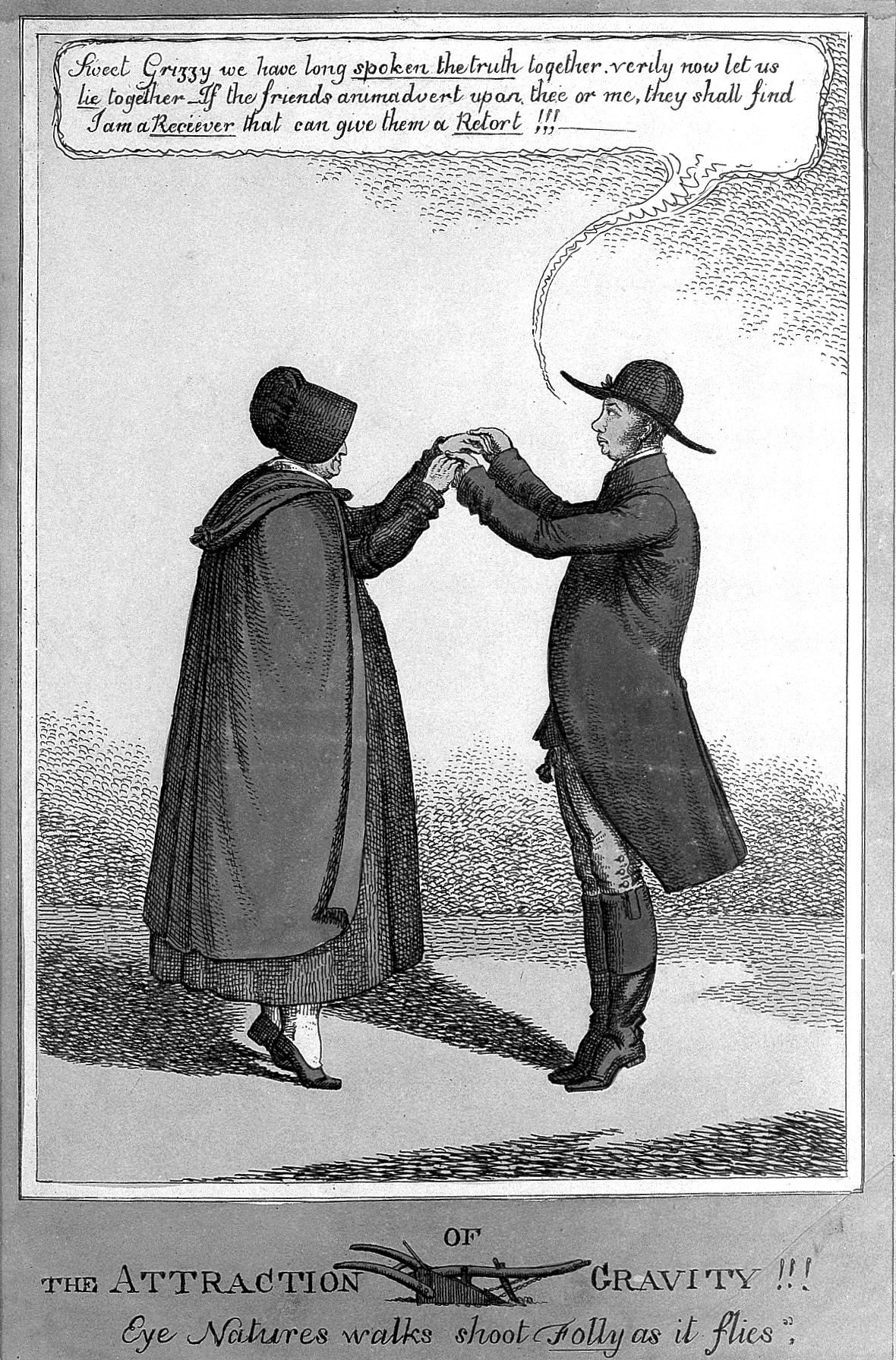
Сатиричний рисунок «Солодка парочка Вільяма і Гризель, або переполох у Ньюінгтонському монастирі!!!»

У 1796 році Вільям Аллен одружився з Мері Гамільтон. Незабаром у них народилася дочка, яка отримала при народженні ім'я Мері. На жаль, мати не оговталася від пологів і через два дні померла.
У 1806 році Аллен одружився вдруге. Його нова дружина, Шарлотта Генбері, була дочкою багатих квакерів Корнеліуса та Елізабет Генбері, що жили у селі Стоук-Ньюїнгтон поблизу Лондона. Після цього шлюбу Аллен часто жив там. У 1816 році під час подорожі на континент Шарлотта померла, і Аллен залишився з дочкою Мері. Трагедія знову наздогнала Аллена у 1823 році, коли Мері, яка незадовго до цього вступила в шлюб з Корнеліусом Генбері, померла через дев'ять днів після народження сина.
У 1827 р. Вільям Аллен одружився втретє. Його дружина Грізель була старшою із сестер у сім'ї заможних квакерів зі Стоук-Ньюінгтона. Її родичем був Семюель Гоар молодший (1751—1825), один із дванадцяти членів-засновників Товариства скасування работоргівлі. До першого шлюбу у 1801 вона була компаньйонкою батька, торговця лондонського Сіті. Овдовівши, вона брала активну участь у створенні Ньюінгтонської академії для дівчаток, а через три роки вона і Вільям Аллен, також колишній співзасновник цього нового навчального закладу, одружилися. Тоді їй було вже 72 роки, їхній пізній шлюб був зустрінутий сатиричним малюнком Роберта Крукшанка під назвою «Солодка парочка Вільяма та Грізель, або переполох у Ньюінгтонському монастирі!!!».
Цей шлюб був так само трагічний як і попередні. Грізель померла у 1835 році, залишивши його вдівцем втретє. Тим не менш, він мав велике коло друзів й достатньо грошей, щоб часто подорожувати. Наприклад, у 1840 році він провів п'ять місяців у товаристві Елізабет Фрай і Семюеля Герні в поїздці Європою.

## Спадок
Вільям Аллен помер 30 аересня 1843 року и був похований у Стоук-Ньюінгтоні, на кладовищі квакерського Дому зібрань. Сьогодні на тому місці стоїть каплиця адвентистів сьомого дня. На другій половині колишньої ділянки знаходиться міський парк.